# Skîbîn, Jașkiv
Skîbîn (în ucraineană Скибин) este o comună în raionul Jașkiv, regiunea Cerkasî, Ucraina, formată numai din satul de reședință.

## Demografie
Componența lingvistică a comunei Skîbîn
     Ucraineană (99,57%)
     Alte limbi (0,43%)
Conform recensământului din 2001, majoritatea populației comunei Skîbîn era vorbitoare de ucraineană (99,57%), existând în minoritate și vorbitori de alte limbi.